# Lila Band
Lila Band war die erste Samisdat-Frauenzeitschrift in der DDR. Sie wurde in Dresden von 1987 bis 1989 hergestellt.

## Geschichte
Bei einem Seminar der Landesstelle Junge Gemeinde der evangelisch-lutherischen  Landeskirche Sachsen im August 1986 entstand die Idee zur Herstellung einer Textsammlung mit frauenspezifischen Themen.
1987 wurde die erste Ausgabe des Lila Band zusammengestellt. Danach erschienen weitere fünf Hefte alle sechs Monate bis 1989.
Die Texte wurden mit Schreibmaschine getippt und auf ORMIG-Wachsmatrizen im DIN-A-5-Format vervielfältigt. Es wurden etwa 300 bis 600 Exemplare pro Ausgabe hergestellt. Diese wurden an interessierte Frauen verteilt und von diesen meist an weitere Personen weitergegeben, sodass eine größere Verbreitung erfolgte.  Die erste Ausgabe hatte elf Seiten, die letzte 23.

## Inhalt
Im Lila Band wurden Berichte über frauenspezifische Seminare, Ausstellungen und weitere Initiativen vor allem im Bereich der evangelischen Kirche in Sachsen gegeben, außerdem gab es persönliche Berichte über die Situation als Frau in der DDR, zum Mutter-Tochter-Verhältnis, Gedichte, Zeichnungen, Tipps und weiteres. Die hauptsächliche Verantwortliche war die damalige Landesjugendwartin Friederike Woldt (jetzt Friederike von Kirchbach).
Die Aktivitäten wurden vom Ministerium für Staatssicherheit beobachtet und dokumentiert.
Exemplare der Zeitschrift befinden sich in den Archiven der Robert-Havemann-Gesellschaft in Berlin und der Forschungsstelle Osteuropa in Bremen.